# Cellefrouin
Cellefrouin település Franciaországban, Charente megyében. Lakosainak száma 579 fő (2022. január 1.). Cellefrouin Beaulieu-sur-Sonnette, Chasseneuil-sur-Bonnieure, Lussac, Parzac, Saint-Claud, La Tâche, Valence, Ventouse és Saint-Mary községekkel határos.

## Népesség
A település népességének változása:
| Lakosok száma | 730  | 580  | 563  | 494  | 566  | 569  | 572  | 565  | 571  | 579  |
|               | 1968 | 1982 | 1990 | 2006 | 2013 | 2015 | 2017 | 2019 | 2020 | 2022 |